# Mohammad Hassan Afschar

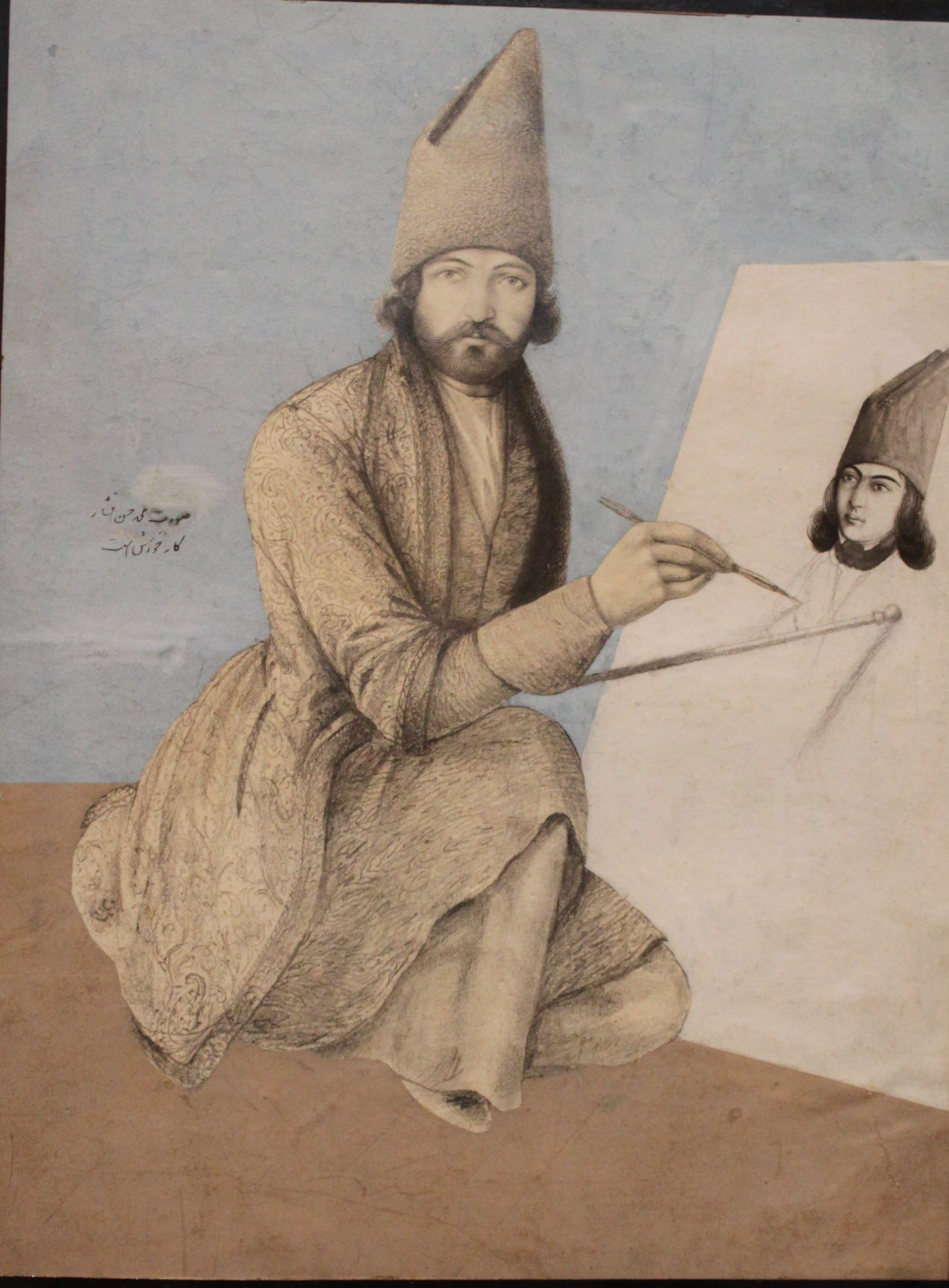
Selbstporträt Mohammad Hassan Afschar, gemalt zwischen 1840 und 1860

Mohammad Hassan Afschar (persisch محمد حسن افشار, geboren in Urmia; gestorben 1880) war ein iranischer Hofmaler und Porträtist unter den Königen (Schahs), Mohammad Schah Kadschar (1834–1848) und Nāser ad-Din Schāh (1848–1896).
Mohammad Hassan Afschar gehörte zum Stamm der Afschar. Er war einer der wenigen iranischen Künstler des 19. Jahrhunderts die von Europäern anerkannt wurden, darunter der französische Geograph Xavier Hommaire de Hell. Er starb im Jahre 1880.